# Bokel (Kreis Pinneberg)
Bokel er en by og en kommune i det nordlige Tyskland, beliggende i Amt Hörnerkirchen under Kreis Pinneberg. Kreis Pinneberg ligger i den sydlige del af delstaten Slesvig-Holsten.

## Geografi
Bokel er beliggende 8 km nord for Barmstedt. Den lille sø Mühlenteich ligger i kommunen.